# Spirale : L'Héritage de Saw
Série Saw
Jigsaw
(2017) Saw X
(2023)
Pour plus de détails, voir Fiche technique et Distribution.
Spirale : L'Héritage de Saw ou Spirale : L'Héritage de Décadence au Québec (Spiral: From The Book of Saw) est un film d'horreur américano-canadien réalisé par Darren Lynn Bousman, sorti en 2021.
C'est le neuvième volet de la série de films Saw. Il est réalisé par Darren Lynn Bousman, qui avait déjà dirigé Saw 2, Saw 3 et Saw 4. Le scénario est écrit par Josh Stolberg (en) et Peter Goldfinger (les scénaristes de Jigsaw) d'après une idée de départ de Chris Rock.

## Synopsis
Lors d'un défilé du 4 juillet, l'inspecteur de police en congé Marv Bozwick poursuit un voleur dans une canalisation d'égout. Attaqué par derrière par une silhouette portant un masque de cochon, Bozwick se réveille pour se retrouver suspendu par la langue dans un tunnel de métro. Une télévision s'allume et le tueur lui propose un choix par message enregistré : arracher sa langue et vivre, ou rester suspendu jusqu'à ce que le prochain train arrive, ce qui le tuera. Incapable d'échapper au piège à temps, Bozwick est par la suite tué par le métro arrivant. Le lendemain, le chef de la police Angie Garza attribue à l'inspecteur Zeke Banks un partenaire, la recrue idéaliste William Schenk. Banks et Schenk enquêtent sur la mort de Bozwick, et Banks se rend compte que le mode opératoire ressemble à celui de John Kramer alias Jigsaw, mort depuis des années.
Pendant ce temps, l'inspecteur Fitch (qui avait, plusieurs années auparavant, ignoré un appel de secours de Banks, qui s'était par conséquent fait tirer dessus) est enlevé et placé dans un piège où il doit s'arracher les doigts pour éviter une électrocution dans un bassin d'eau qui se remplit peu à peu. Il ne parvient pas à le faire à temps et meurt.
Certains officiers commencent à soupçonner que Banks peut être le responsable, en raison de ses antécédents avec Fitch. Une boîte arrive alors au poste, contenant une marionnette à l'effigie d'un porc ainsi qu'un morceau de peau tatouée de Schenk. Une petite fiole à l'intérieur de la boîte dirige la police vers une boucherie, qui était auparavant une boutique de loisirs où Banks et son père allaient. En arrivant, l'équipe découvre un magnétophone et un cadavre écorché, identifié comme celui de Schenk. Le père de Banks et ancien chef de la police, Marcus Banks, arrive dans un entrepôt, essayant de retrouver le tueur, lorsqu'il est enlevé. Garza est enlevée à son tour et placée dans un piège dans la chambre froide de l'enceinte, où elle doit couper sa moelle épinière sur une lame pour éviter que la cire chaude qui s'écoule d'un tuyau ne lui brûle le visage. Elle réussit à se couper la colonne vertébrale, mais meurt des suites de ses blessures et par asphyxie en raison de la cire qui lui recouvre le visage. Son corps est retrouvé par Banks, qui fond en larmes.
Tout en poursuivant une piste, Banks est capturé et se réveille à l'entrepôt, menotté à un tuyau avec une scie à métaux à proximité. Il envisage de scier son bras, mais est capable de s'échapper en utilisant une épingle à cheveux. Il découvre alors Peter Dunleavy, son ancien partenaire qu'il a dénoncé pour le meurtre d'un père commis devant son enfant, enchaîné sur place. Devant lui se trouve une grosse machine qui écrase des bouteilles de verre et en projette les éclats à grande vitesse ; un magnétophone explique que Banks peut choisir de le libérer ou de le laisser mourir. Bien que Banks tente de le sauver, Dunleavy meurt des suites d'une hémorragie.
Se déplaçant dans une autre pièce, Banks trouve ensuite Schenk, qui révèle avoir simulé sa mort en utilisant le cadavre écorché du voleur qui a attiré Bozwick dans les tunnels, et qu'il est le tueur recherché. Il explique que son véritable nom est Emmerson, et que la personne que Dunleavy a assassinée 15 ans auparavant était son père, qui a été tué pour avoir accepté de témoigner contre un policier corrompu. Il révèle également que Marcus était responsable des politiques qui ont permis à une telle corruption de se produire sans conséquences, ce qui a finalement abouti à la mort de son père.
Désirant recruter Banks comme partenaire afin de continuer à punir les officiers corrompus, Schenk lui présente son dernier test : Marcus est retenu dans les airs par des cordes et est lentement vidé de son sang, ce qui continuera jusqu'à ce que Banks utilise la dernière balle de son pistolet pour atteindre une cible qui sauvera Marcus, ce qui permettra à Schenk de s'échapper, ou de tuer Schenk et laisser son père saigner à mort.
Banks décide de tirer sur la cible pour sauver Marcus, provoquant le relâchement des cordes et le faisant tomber, puis il commence à se battre contre Schenk. Peu de temps après, une équipe S.W.A.T., appelée plus tôt par le tueur, arrive et commence à scier la porte verrouillée de la pièce.
Toutefois, en s'exécutant, les policiers coupent sans le savoir un fil placé sur la porte, ce qui active un nouveau piège. Telle une marionnette, les cordes qui maintiennent Marcus le tirent à nouveau vers le haut. L'une d'entre elles lève son bras vers les policiers, révélant un pistolet qui y était apposé. Croyant que Marcus est dangereux, l'équipe S.W.A.T. lui tire dessus et le tue. Schenk réussit à s'échapper à l'aide d'un ascenseur, laissant un Banks anéanti hurler d'angoisse.

## Fiche technique
Sauf indication contraire, les informations mentionnées dans cette section peuvent être confirmées par la base de données cinématographiques IMDb,  présente dans la section « Liens externes ».
- Titre original : Spiral: From The Book of Saw (littéralement « Spirale : tiré du livre de Saw »)
- Titre français : Spirale : L'Héritage de Saw
- Titre québécois : Spirale : L'Héritage de Décadence[1]
- Réalisation : Darren Lynn Bousman
- Scénario : Josh Stolberg (en), Peter Goldfinger et Chris Rock[2]
- Musique : Charlie Clouser
- Direction artistique : Greg Chown et Darshankumar Joshi
- Décors : Anthony Cowley
- Costumes : Laura Montgomery
- Photographie : Jordan Oram
- Son : Keith Elliott et Mark Zsifkovits
- Montage : Dev Singh
- Production : Mark Burg et Oren Koules
  - Production déléguée : James Wan, Leigh Whannell, Chris Rock, Kevin Greutert,
  - Production déléguée : Jason Constantine, Daniel J. Heffner, Gregg Hoffman (en) et Stacey Testro
  - Coproduction : Ketura Kestin
- Sociétés de production[3] :
  - États-Unis : Lionsgate, Twisted Pictures (en), Serendipity Productions et Dahlstar
  - Canada : Canadian Film or Video Production Tax Credit
- Sociétés de distribution :
  - États-Unis : Lionsgate
  - Canada : Mongrel Media (en), Métropole Films
  - France : Metropolitan Filmexport
  - Belgique : Belga Films
- Budget : 20 millions de $[4]
- Pays de production :  États-Unis,  Canada
- Langue originale : anglais
- Format[5] : couleur - 35 mm - 2,35:1 (Cinémascope) - son Dolby Digital | IMAX 6-Track
- Genre : épouvante-horreur, thriller, policier, mystère, gore, torture porn
- Durée : 93 minutes
- Dates de sortie[6] :
  - États-Unis, Canada : 14 mai 2021
  - France, Suisse romande : 21 juillet 2021[7],[8]
- Classification[9] :
  - États-Unis : Interdit aux moins de 17 ans (certificat #52614) (R – Restricted)[Note 1].
  - Canada : Les personnes de moins de 18 ans doivent être accompagnées d'un adulte (18A - 18 Accompaniment).
  - Québec : 16 ans et plus (16+ / 16 years and over).
  - France : Interdit aux moins de 16 ans[7] lors de sa sortie en salles, en vidéo et lors de sa diffusion à la télévision.

## Distribution
Sauf indication contraire, les informations mentionnées dans cette section peuvent être confirmées par la base de données cinématographiques IMDb,  présente dans la section « Liens externes ».
- Chris Rock (VF : Jean-Baptiste Anoumon ; VQ : Gilbert Lachance) : l'inspecteur Zeke Banks
- Max Minghella (VF : Damien Ferrette ; VQ : François-Simon Poirier) : l'inspecteur William Schenk / Emmerson
  - Leonidas Castrounis : William Emmerson, jeune
- Samuel L. Jackson (VF : Thierry Desroses ; VQ : Patrick Chouinard) : Marcus Banks
- Marisol Nichols (VF : Nathalie Karsenti ; VQ : Aline Pinsonneault) : le capitaine Angie Garza
- Dan Petronijevic (VQ : François Trudel) : l'inspecteur Marv Bozwick
- Richard Zeppieri (VF : Jean-François Aupied ; VQ : Tristan Harvey) : l'inspecteur Fitch
- Patrick McManus (VF : Vincent Ropion ; VQ : Frédérik Zacharek) : Peter Dunleavy
- Ali Johnson (VF : Charlotte Junière ; VQ : Elisabeth Forest) : l'officier Jeannie Lewis
- Zoie Palmer (VF : Léovanie Raud) : Kara Bozwick
- Dylan Roberts : le sergent Morgey Silva
- K. C. Collins (en) (VF : Diouc Koma) : l'inspecteur Drury
- Edie Inksetter (VF : Daria Levannier ; VQ : Pascale Montreuil) : l'inspectrice Deborah Kraus
- Nazneen Contractor : le médecin légiste Chada
- Thomas Mitchell (VF : Hervé Bellon ; VQ : Thiéry Dubé) : le lieutenant Tim O'Brien
- Carvin Winans : l'officier Paul
- Leila Charles Leigh : l'officier Mark
- Chad Camilleri : Benny Wrights
- Chris Ramsay (en) (VF : Christophe Lemoine) : Speez
- Morgan David Jones : l'officier Barrett
- Nadine Roden : l'officier Grant
- Frank Licari : Charlie Emmerson
- John Tokatlidis : le policier Burns
- Genelle Williams : Lisa Banks
- Andrew Perun : un secouriste
- Trevor Gretzky : l'officier Pat Jones
- Josh Stolberg (en) : un officier de police

## Production

### Développement
Le 16 janvier 2019, Lionsgate aurait entamé la discussion vers un neuvième volet de la franchise dans lequel les frères Michael et Peter Spierig ne reviendraient pas.
Le 3 avril 2019, la société de production Twisted Pictures (en) a commencé à développer une suite avec les scénaristes Josh Stolberg (en) et Peter Goldfinger.
Le 16 mai 2019, le neuvième volet est officiellement confirmé par la production. Darren Lynn Bousman revient aux commandes après Saw 2, Saw 3 et Saw 4. Le comédien et acteur Chris Rock ayant écrit un morceau de l'histoire pour le film sera également l'un des producteurs exécutifs du volet. Chris Rock déclare : « Je suis très excité par cette opportunité de réaliser cela dans un nouvel endroit intense et tordu »,.
Le 8 juillet 2019, on apprend que Samuel L. Jackson aura un rôle dans le film.
Le 22 janvier 2020, on découvre le titre officiel du film : Spiral: From The Book of Saw[réf. nécessaire].
Le 5 février 2020, un premier teaser est dévoilé[réf. nécessaire].
Le 30 mars 2021, une nouvelle bande-annonce est dévoilée.
Le 20 avril 2021, un nouveau poster est dévoilé sur internet.

### Tournage
Le tournage du film a officiellement débuté le 8 juillet 2019 à Toronto (même ville où fût tourné le précédent opus) sous le titre de travail The Organ Donor, et il s'est terminé le 28 août[réf. nécessaire].

## Accueil

### Box-office
| Pays ou région        | Box-office     | Date d'arrêt du box-office | Nombre de semaines |
| --------------------- | -------------- | -------------------------- | ------------------ |
| États-Unis            | 23 177 277 $   | en cours                   | 12                 |
| France                | 61 408 entrées |                            | 4                  |
| Total hors États-Unis | 13 078 685 $   | en cours                   | en cours           |
| Total mondial         | 36 255 962 $   | en cours                   | en cours           |

### Sortie
Spirale devait au départ sortir en octobre 2020. Il est ensuite annoncé pour le 15 mai 2020 pour éviter d'être en concurrence avec Halloween Kills[réf. nécessaire]. Cela ferait alors de Spirale le premier de la série Saw à ne pas sortir en octobre. Finalement, à cause de la pandémie de Covid-19, cette sortie est repoussée et Lionsgate annonce le 1er mai 2020 que la nouvelle date prévue pour la sortie en salles est le 21 mai 2021 à la place de John Wick : Chapitre 4. Le 24 mars 2021, on apprend que la nouvelle date officielle pour le film est le 14 mai 2021, soit une semaine plus tôt que prévu.
En France, la sortie du film est finalement prévue le 21 juillet 2021.

## Distinction

### Nomination
- Scream Awards[Quand ?] : meilleur film d'horreur ou d'épouvante[réf. nécessaire]

## Le futur de la franchise
Le 8 avril 2021, le site Production Weekly annonce qu'un Saw 10 serait déjà en développement chez Twisted Pictures (en). La nouvelle ne tarde pas à faire le tour des sites d'actualités. Josh Stolberg (en), le scénariste de Jigsaw et Spirale, mentionnera d'ailleurs un certain Spirale 2 dans un tweet. James Wan en serait le producteur avec sa compagnie Atomic Monster (en). Toutefois, la suite ne se fera que si le film est un succès au box-office.
Le 18 mai 2021, quelques jours après la sortie en salles de Spirale en Amérique du Nord, Darren Lynn Bousman, réalisateur du film, déclare lors d'une interview : « Ce n'est pas parce que Spirale existe qu'il n'y aura jamais de Saw 9. […] Vous n'avez pas du tout fini de voir Tobin Bell. […] Ce que je pense qui se produira […] vous verrez Spirale 2, puis vous verrez Saw 9. Et puis vous verrez Spirale 3, vous verrez Saw 10. Vous pourriez voir une série télévisée. Je pense donc que vous verrez le Marvelverse de la franchise Saw… »
Le 14 décembre 2021, Josh Stolberg, scénariste de Jigsaw et Spirale, affirme dans un tweet être en train de peaufiner le script du prochain Saw. Il affirme, par ailleurs, que « les fans de John Kramer seront ravis ».